# Blockbuster

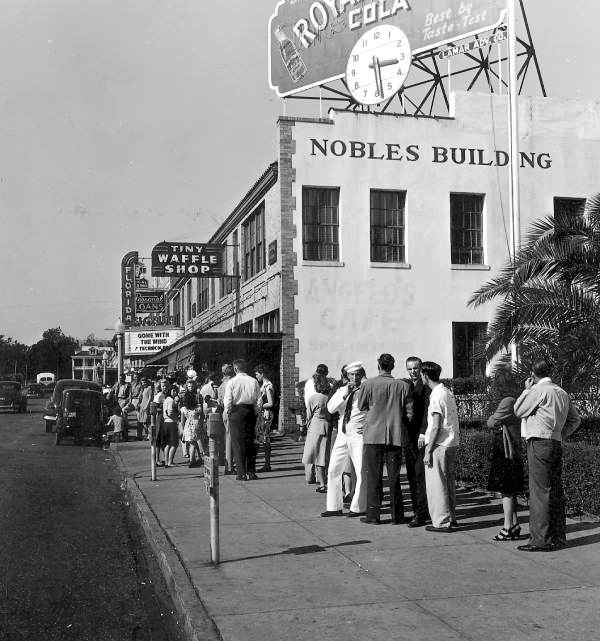
Kolejka do kina w Pasadenie na film Przeminęło z wiatrem (1947)

Blockbuster – termin w najogólniejszym znaczeniu określający dzieło (film, sztukę teatralną czy grę komputerową), które stało się przebojem, odnosząc sukces kasowy.
Przed 1975 rokiem mianem blockbusterów określano filmy takie jak np. Przeminęło z wiatrem, Quo vadis, Dziesięcioro przykazań  czy Ben-Hura, opierając się wyłącznie na wysokich dochodach ze sprzedaży biletów. Po sukcesie Szczęk Stevena Spielberga w 1975 roku terminu „blockbuster” zaczęto używać w odniesieniu do wysokobudżetowych filmów wypuszczanych przez duże wytwórnie głównie w okresie wakacyjnym, które stały się niejako osobnym gatunkiem.
Mianem blockbustera potocznie określa się również filmy o niskim budżecie, które niespodziewanie okazały się przebojem kasowym, bądź takie, których dochody znacznie przekroczyły oczekiwania producentów, jak np. Paranormal Activity (193 mln dolarów przychodu przy budżecie wynoszącym 15 tys. dolarów), Tarnation (1,16 mln dolarów przychodu przy budżecie 218 dolarów) czy Kac Vegas (467 mln dolarów przychodu przy budżecie 35 mln).
Przeciwieństwem blockbustera jest box office bomb lub box office flop (boxoffice’owa bomba/wpadka), oznaczający wysokobudżetowy film w zamierzeniu producentów mający być przebojem kasowym, który jednak sprzedał się znacznie poniżej oczekiwań, przynosząc wytwórni straty, zwracając tylko koszty produkcji bądź generujący nieznaczny zarobek. Przykładami tego typu filmów mogą być Pluto Nash (7 mln dolarów przychodu przy budżecie 100 mln dolarów) czy John Carter (283 mln dolarów przychodu przy budżecie 250 mln dolarów).